# 3254 Bus
A 3254 Bus (ideiglenes jelöléssel 1982 UM) egy kisbolygó a Naprendszerben. Edward L. G. Bowell fedezte fel 1982. október 17-én.